# Didier de Plaige
Didier de Plaige de son vrai nom Didier Garanger, né le 2 mai 1948 à Paris et mort le 26 décembre 2022 à Chalon-sur-Saône, est un pionnier des radios libres en France, fondateur le 21 juin 1980 de la radio pirate Ici et Maintenant !, longtemps clandestine et deux fois saisie à l'époque.

## Biographie
Didier de Plaige est, dans les années 1970, professeur de yoga. Après un séjour de deux ans au monastère de Samye Ling, en Écosse (1969-1971), pour se perfectionner et découvrir le bouddhisme tibétain, il crée le 14 janvier 1973 en Saône-et-Loire le centre de méditation et de longues retraites bouddhistes Dashang Kagyu Ling, favorisant l'installation de lamas tibétains. En 1987, ce lieu est devenu l'un des principaux centres d'attraction du bouddhisme tibétain en Europe.
En 1976, il produit l'album vinyl Le Grand Accomplissement - 13 Lamas Tibétains pour la compagnie RCA Victor pendant un séjour à Paris de Kalou Rinpotché.
Il écrit les textes de deux albums pour Guy Skornik. Il est producteur et animateur sur Antenne 2, réalise des reportages pour des émissions de télévision pour Un sur Cinq (produit par Patrice Laffont) et Aujourd'hui Magazine de Henri Slotine sur Antenne 2 en 1977-78. Il est l'auteur de reportages sur le spiritisme et sur Lanza del Vasto en 1977 ou encore pour l'émission d'avril 1978 Les nouveaux prophètes,,.
Il a traduit et publié le livre de Richard Alpert Remember, Be Here Now en 1975 aux Éditions Robert Dumas. Coauteur avec Jean-Marie Leduc des Nouveaux Prophètes chez Buchet-Chastel en 1978. Le 15 août 1978, il est l'un des invités de l'émission Les Dossiers de l'écran sur Antenne 2, sur le thème des sectes.
Le 21 juin 1980, il inaugure la radio locale interactive Ici et Maintenant ! avec Guy Skornik, Elisabeth Skornik, Jean-Michel Reusser, et Lena Cabanes. La première émission a eu lieu à 22 h dans un appartement du 16e arrondissement à Paris. Peu après, ils seront rejoints par Gérard Lemaire, puis Jean-Paul Bourre, et peu après par Supernana (animatrice), Sébastien Mayer et Fabien Ouaki. Puis par Jean-Louis Rosenberg, Alain Dupuis (dit Nil), Stéphane Leroy, Thierry Lefebvre, Nicolas Saada, etc. Et par la suite par Bernard Werber et Jean Staune, Philippe Guillemant, le Dr Jean-Jacques Charbonier, etc. À ce titre Didier de Plaige est un pionnier majeur des radios libres en France,,,. 
En 1982, la radio ayant été « exclue » de la liste de celles autorisées à émettre, Didier de Plaige entame avec Guy Skornik une grève de la faim,,. Georges Fillioud, ministre de la Communication prend alors la défense des grévistes dans le journal de 13 heures de TF1 le 27 juillet 1982. Il effectue une nouvelle grève de la faim en juin-juillet 1986, cette fois-ci aux côtés de Jean-Louis Rosenberg et Gérard Lemaire, pour protester contre les mauvaises conditions de retransmission de sa radio par TDF.
En 1982, il participe au réseau Thélème qui prélude à la naissance d'Internet.
En décembre 1989, il assure à Beyrouth un reportage en images pour illustrer le livre de Jean-Paul Bourre qui paraîtra un mois plus tard aux éditions Robert Laffont : "Génération Aoun : Vivre libre au Liban".
En 1991, il est l'un des invités de l'émission de Daniel Bilalian sur Antenne 2 pour l'émission Les 10 ans de la FM. De juillet à décembre 1996, il organise une nouvelle grève de la faim pour s'opposer à la réduction d'une année de l'autorisation d'émettre de la radio Ici et Maintenant ! à la suite de la diffusion réitérée de propos racistes, antisémites ou négationnistes, tenus par des auditeurs lors d'une antenne libre,,,,. Une manifestation tournante devant le siège du CSA dure six mois pour dénoncer la double peine qui serait infligée à la radio, jusqu'à l'arrêt favorable du Conseil d'Etat, rendu au printemps suivant.
En 1997, Didier de Plaige obtient finalement du Conseil d'État, pour Ici et Maintenant !, la restitution de sa fréquence,, mais doit attendre mai 2001 pour pouvoir émettre à nouveau,,.
En mai 2012, il publie son livre Le Protocole Oracle aux éditions Chamaneditionumeric.
Il a lancé et anime une ONG, l'opération Radio-Shipibo qui consiste à distribuer des émetteurs AM aux villages Shipibo-Conibos situés le long du rio Ucayali au Pérou. Une opération soutenue par le réalisateur Jan Kounen. Vingt-six émetteurs AM ont déjà été distribués sur un ensemble de 120 villages isolés.
Jusqu'à son décès fin décembre 2022, ses interventions en direct à l'antenne d'Ici et Maintenant ! sont devenues rares, depuis qu'il vit dans son bateau basé en Corse, en se consacrant à l'écriture de nouveaux ouvrages, dont Les Enfants de Sim-City, et Les Cryonautes fin 2017.

## Œuvres
- Remember Ici & Maintenant, Editions Robert Dumas, 1975, traduction de l'ouvrage de Richard Alpert
- Les Nouveaux Prophètes (avec Jean-Marie Leduc), Paris, éditions Buchet-Chastel, 1978, 365 p. (OCLC 15845693)
- L'Affaire Serpo, auto-édition, PdF, 2010.
- Les Drones californiens, auto-édition, PdF, 2011.
- Le Protocole-Oracle, Autrecourt, éditions Chamaneditionumeric, 2012, 281 p. (OCLC 795499786)